# Юлиер
Юлиер (нем. Julierpass) — перевал, находится в Ретийских Альпах, в швейцарском кантоне Граубюнден; соединяет долины Верхний Хальбштайн (нем. Oberhalbstein) и Верхний Энгадин. Почтовая дорога, устроенная в 1825 г., идет от Тифенкастеля на юг, мимо деревень Савоньин (романск. Savognino) и Мулегнс (романск. Molins), и доходит по скалистой местности до Бивио (итал. Bivio, 1776 м), где направо ответвляется тропинка через перевал Септимер в Брегалью; затем она поворачивает на восток, достигает высоты горного прохода (2 287 м) между пиками Гюлья (3 385 м) и Полашин (3 017 м), откуда спускается до Сильвапланы. Перевал Юлиер — один из самых безопасных; уже во времена римлян здесь проходила одна из главных дорог.